# 1525 en science
| Années de la science : 1522 - 1523 - 1524 - 1525 - 1526 - 1527 - 1528    |
| Décennies de la science : 1490 - 1500 - 1510 - 1520 - 1530 - 1540 - 1550 |

Cet article présente les faits marquants de l'année 1525 en science.

## Événements
- Nova totius Galliae descriptio, première carte de France imprimée par Oronce Fine[1].

## Publications
- Christoff Rudolff : Behend und hübsch Rechnung durch die kunstreichen regeln Algebre so gemeincklich die Coss genent werden, 1525, Strasbourg. Premier ouvrage d'algèbre rhétorique, il introduit le signe √ (racine carrée)[2].
- Albrecht Dürer, Underweysung der Messung, mit dem Zirckel und Richtscheyt, in Linien, Ebenen unnd gantzen corporen (pour la mesure à la règle et au compas des lignes, surfaces et corps entiers), Nuremberg, un traité de géométrie d'une grande originalité[3].
- Banckes' Herbal, herbier anonyme non illustré publié en anglais par Richard Banckes[4].

## Naissances

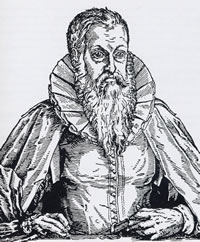
Hans Staden par H. J. Winkelmann, 1664.

- 1er décembre : Tadeáš Hájek (mort en 1600), astronome, mathématicien et naturaliste tchèque.
- Vers 1525 : 
  -     - Valerio Faenzi (mort en 1598), humaniste italien, auteur d'un traité De origine montium, précurseur de l'orogenèse et de la géologie moderne.
    - Hans Staden (mort en 1579), soldat et aventurier allemand qui a fait un travail d'ethnographe.

## Décès
- Giovanni da Vigo (Jean de Vigo) (né v. 1450), chirurgien italien.